# Фань Чжун'янь
Фань Чжун'янь (*989 — †19 червня 1052) — китайський політичний та військовий діяч, поет, письменник часів династії Сун.

## Життєпис

### Молоді роки
Народився у 989 році в місті Усінь, поблизу Сучжоу. У 990 році помирає батько й Чжун'янь разом із матір'ю переїздить до міста Жичжоу. Тут він отримав домашню освіту. У 1101 році прибув до м. Суян у сучасній провінції Хенань, де продовжив власну освіту. У 1015 році успішно складає імператорський іспит та отримує звання цзіньши. Після цього починає державну службу. У 1120-х роках займає адміністративні посади: судді у сучасній провінції Аньхой, інспектора зі зберігання солі у Тайчжоу, очільника округу Сіньхуа у сучасній провінції Цзяньсу. Займався також спорудженням системи дамб на морському узбережжі навколо міст Тунчжоу, Тайчжоу, Чучжоу та Хайчжоу.

### Кар'єра
Після цього Фань отримує посаду префекта столиці Кайфен. Тут він надав покровительство молодому поетові Оуян Сю. Разом вони у 1034–1036 роках займалися впорядкуванням імператорської бібліотеки. У 1038 році отримав доручення придушити повстання Лі Юаньхао у сучасній провінції Шаньсі, що Фань успішно виконав. За це у 1040 році призначається заступником військового очільника провінції Шаньсі. У 1040–1044 роках фактично керував обороною провінції проти вторгнення військ держави Сі Ся. У 1043 році стає заступником канцлера. Зрештою, завдяки поступкам та обіцянці сплачувати данину вдалося укласти мир із Сі Ся.
За цей успіх Фань отримав посаду канцлера. У 1045 році він розпочав реформи державного управління, податків та підготовку державних службовців. Проект реформ складався з 10 пунктів. Зокрема, було підвищено зарплатню місцевим чиновникам, посади отримували за знання, а не за знатністю, почалася боротьба з корупцією, послабився податковий тиск.
У галузі освіти Фань намагався розбудувати більш широку систему освіти. Видав наказ про створення як державних, так і приватних шкіл. Намагався відновити діяльність повітових шкіл.
Проте все це викликало спротив й незабаром імператор видав наказ про відміну цих розпоряджень. Фаня спочатку заслали у Ханьчжоу. Наприкінці 1040-х йде у відставку. Помирає 19 червня 1052 року у Сюйчжоу.

## Творчість
Складав вірші у жанрі ци. У свій час разом з поетом Су Ши вважався найзначущим представником цього жанру. Серед найвідоміших «Су Мучже» та «Ю Цзя Ао».
Також відомий своєю прозою. Найвідомішим твором є «Нариси про Юеянську вежу», що була написана на замовлення відбудовувача її Тен Цонліана.